# Oorlog van allen tegen allen
De oorlog van allen tegen allen is de naam die Thomas Hobbes gaf aan de hypothetische situatie waarin iedere mens totale vrijheid zou hebben omdat er geen wetstelsel was. In zijn boek De Cive wordt de frase in twee vormen in het Latijn verwoord, namelijk "Bellum omnium contra omnes" (in de voorrede) en "Bellum omnium in omnes" (in het eerste deel, over de vrijheid).
Desondanks zou ieder mens in een dergelijke situatie in doodsangst leven omdat iedereen volledig op zichzelf aangewezen zou zijn, zonder fysieke of juridische bescherming. Hobbes ging bij deze theorie uit van een natuurtoestand, waarin de mensen elkaar voortdurend zouden kunnen bestrijden.
Het zou niet steeds daadwerkelijk tot strijd hoeven leiden: Hobbes stelt dat er steeds oorlog is, maar onderscheidt deze toestand van strijd; zo geeft hij in Leviathan (hoofdstuk 13) aan dat oorlog niet alleen bestaat uit strijd, maar uit de wederzijdse bekendheid van de wil om te strijden; het gaat in die situatie om de dreiging.
Hierbij speelt op de achtergrond een andere veronderstelling mee, namelijk de opvatting dat de mens is als een wolf voor zijn medemens (homo homini lupus est). De strijd van allen tegen allen kan enkel gestopt worden wanneer alle mensen vrijwillig via een sociaal contract hun vrijheid afstaan en in de handen leggen van een almachtige heerser, de soeverein, waarbij een staat zal ontstaan (daarnaar verwijst de titel van het werk Leviathan) en er veiligheid zal zijn voor alle mensen binnen die staat. 
Hobbes bediende zich van deze term in zijn beide genoemde werken in de periode dat in Europa de eerste moderne staten ontstonden in de hedendaagse betekenis, waarvoor veelal als beginpunt de Vrede van Münster in 1648 wordt aangenomen.